# Usměrňování zlomku
Usměrňování zlomku je matematický postup, jehož cílem je odstranění odmocniny nebo výrazu (obsahující odmocniny) ze jmenovatele zlomku při zachování jeho hodnoty.

## Princip usměrnění
Usměrnění se provádí rozšířením zlomku o vhodný výraz, tj. vynásobením čitatele i jmenovatele shodným výrazem (odmocninou nebo výrazem s odmocninou). Vychází z faktu:
- {\displaystyle {\frac {a}{b}}={\frac {a}{b}}\cdot {\frac {x}{x}}={\frac {a\cdot x}{b\cdot x}}}
- {\displaystyle {\sqrt {x}}.{\sqrt {x}}=x}[1]

## Částečné odmocnění
Částečné odmocňování je zmenšení čísla pod odmocninou. Číslo pod odmocninou se rozloží na součin dvou čísel (odmocnina z daného čísla musí být vždy celé číslo). Pokud není, pokračujeme v rozkladu až na součin prvočísel. Platí: {\displaystyle \surd a^{2}=|a|}; pro všechna a patřící do oboru reálných čísel.
Příklady:
{\textstyle {\sqrt {12}}={\sqrt {4.3}}=2.{\sqrt {3}}}
{\displaystyle {\frac {3}{\sqrt {18}}}={\frac {3}{\sqrt {2.9}}}={\frac {3}{3{\sqrt {2}}}}={\frac {1}{\sqrt {2}}}} ; pak je třeba zlomek usměrnit viz příklad1

## Příklady

### Příklad 1 – odmocnina ve jmenovateli
Usměrnění zlomku {\displaystyle {\frac {1}{\sqrt {2}}}}:
Řešení: {\displaystyle {\frac {1}{\sqrt {2}}}={\frac {1}{\sqrt {2}}}\cdot {\frac {\sqrt {2}}{\sqrt {2}}}={\frac {1\cdot {\sqrt {2}}}{{\sqrt {2}}\cdot {\sqrt {2}}}}={\frac {\sqrt {2}}{2}}\,\!}

### Příklad 2 – číselný výraz ve jmenovateli
Usměrnění zlomku {\displaystyle {\frac {5}{1+{\sqrt {5}}}}}:
Je použit vzorec {\displaystyle (a+b)\cdot (a-b)=a^{2}-b^{2}\,\!}; kde {\displaystyle a=1;b={\sqrt {5}}} při řešení:
Řešení: {\displaystyle {\frac {5}{1+{\sqrt {5}}}}={\frac {5}{1+{\sqrt {5}}}}\cdot {\frac {1-{\sqrt {5}}}{1-{\sqrt {5}}}}={\frac {5\cdot (1-{\sqrt {5}})}{(1+{\sqrt {5}})\cdot (1-{\sqrt {5}})}}={\frac {5\cdot (1-{\sqrt {5}})}{1-5}}={\frac {5}{-4}}\cdot (1-{\sqrt {5}})}
Poznámka: Výsledek lze ve tvaru součinu použít k dalším matematickým operacím. Jedná-li se o výsledek, pak je třeba upravit číselný výraz roznásobením.

### Příklad 3 – vyšší odmocniny
Usměrnění zlomku (lomeného výrazu): {\textstyle {\frac {1}{\sqrt[{3}]{x}}}} :
Řešení: {\displaystyle {\frac {1}{\sqrt[{3}]{x}}}={\frac {\sqrt[{3}]{x^{2}}}{\sqrt[{3}]{x^{3}}}}={\frac {\sqrt[{3}]{x^{2}}}{x}}} ; použity operace s reálným mocnitelem {\displaystyle a^{\frac {1}{3}}.a^{\frac {2}{3}}={\sqrt[{3}]{a}}.{\sqrt[{3}]{a^{2}}}=a^{{\frac {1}{3}}+{\frac {2}{3}}}=a} viz mocnina

### Příklad 4 – lomený výraz
Usměrnění algebraického výrazu {\displaystyle {\frac {x}{\pi ({\sqrt {r}}-{\sqrt {x}})}}}:
Řešení je obdobné, jako v předchozím případě:
{\displaystyle {\frac {x}{\pi ({\sqrt {r}}-{\sqrt {x}})}}={\frac {x}{\pi ({\sqrt {r}}-{\sqrt {x}})}}\cdot {\frac {{\sqrt {r}}+{\sqrt {x}}}{{\sqrt {r}}+{\sqrt {x}}}}={\frac {x\cdot ({\sqrt {r}}+{\sqrt {x}})}{\pi \cdot (r-x)}}}
Při úpravě lomeného výrazu musí být splněny podmínky, kdy je výraz definován (např. zde nesmí být {\displaystyle {\sqrt {r}}+{\sqrt {x}}=0\,\!}, což platí v oboru reálných čísel.

### Příklad 5 – komplexní čísla
Usměrnění resp. dělení komplexním číslem: {\displaystyle {\frac {2+3i}{1-4i}}}:
Řešení: {\displaystyle {\frac {2+3i}{1-4i}}.{\frac {1+4i}{1+4i}}={\frac {2+8i+3i-12}{1+16}}={\frac {-10+11i}{17}}=-{\frac {10}{17}}+{\frac {11}{17}}i}